# فيليكس مورا
فيليكس مُورا (Félix Mora؛ 1926–1995 م) هو عسكري فرنسي أصبح فيما بعد مُشَغِّلًا (recruteur) لصالح شركة مفاحم فرنسا. بين عامي 1960 و1980، جاز مورا جنوب المغرب مُشَغِّلًا خلالها بشكل شخصي عشرات الآلاف من المغاربة، ليتم بعثهم إلى فرنسا للعمل في مناجم الشمال واللورين. بقيت ذكراه في الجنوب المغربي وعند المغاربة الذين شَغَّلَهم.